# Betafence
Betafence – międzynarodowy koncern z branży ogrodzeniowej.
Właścicielami Betafence są: CVC Capital Partners (pakiet większościowy), Gilde oraz Zarząd.
Firma Betafence jest obecnie największym światowym producentem systemów ogrodzeniowych, kontroli dostępu i detekcji. Jej asortyment obejmuje systemy ogrodzeniowe dla obiektów przemysłowych i infrastruktury publicznej, prywatnych posesji, terenów leśnych oraz skupisk zwierząt. Produkuje również siatki zgrzewane do zastosowań przemysłowych.
Firma działa w ponad 100 krajach świata, w Polsce od 1994 r. Siedziba główna znajduje się w Zwevegem w Belgii. Zatrudnia 1500 pracowników, posiada 8 zakładów produkcyjnych zlokalizowanych w 8 krajach, sieć firm projektowo-montażowych w 7 krajach, a także 30 biur sprzedaży i sieć dystrybucyjną na całym świecie.

## Historia
Firma Betafence powstała w 1880 roku pod nazwą Bekaert. W 2005 roku w związku z planami międzynarodowego rozwoju firma dokonała rebrandingu, w wyniku którego nazwa została zmieniona na obecną. W 2012 roku obroty firmy wyniosły 360 mln euro.

### Nowe rynki
Firma działa na rynkach:
- w Europie Wschodniej
- na Bliskim Wschodzie
- w Turcji
- w Indiach
- w Brazylii
- w USA
- w Afryce Południowej[1]

## Fabryki
Betafence produkuje swoje ogrodzenia w 8 fabrykach:
- Bourbourg (Francja)
- Schwalmtal (Niemcy)
- Kotlarnia (Polska)
- Stambuł (Turcja)
- Paarl (RPA)
- Sheffield (Wielka Brytania)
- Ennis (USA)
- Zwevegem (Belgia)
- Tortoreto (Włochy)[1]

## Biura projektowo-montażowe
Betafence posiada 7 biur projektowo-montażowych, zlokalizowanych w Europie:
- Madryt
- Budapeszt
- Zagrzeb
- Rzym i Mediolan
- Brno
- Bratysława
- Betafence Projects (International)[1]

## Dystrybucja
Betafence posiada sieć przedstawicieli i dystrybutorów oraz 25 biur sprzedaży na całym świecie, oferujących obsługę i serwis posprzedażny.

## Forma własności
Betafence to spółka należąca do trzech udziałowców:
- CVC Capital Partners[2] – spółka posiada pakiet większościowy
- Gildii (Gilde[3])
- Zarządu[1]

## Betafence w Polsce
Betafence Sp. z o.o. działa w Polsce od 1994 r. Fabryka w Kotlarni posiada nowoczesny park maszynowy. Dystrybucja i montaż systemów ogrodzeniowych Betafence na terenie kraju odbywa się poprzez sieć autoryzowanych dystrybutorów i montażystów.

## Główne obszary zastosowań
- sektor biznesowy
  - high security
  - infrastruktura i transport
  - tereny przemysłowe
  - infrastruktura sportowa
  - obiekty użyteczności publicznej
- sektor prywatny
  - domy prywatne i zabudowa jednorodzinna
  - mała architektura ogrodowa
- rolnictwo i leśnictwo
- przemysł[6]

## Kluczowe marki
- Horizen (od 01.09.2015)
- Nylofor
- Bekafor
- Zenturo
- Weldmesh
- Tempofor[1]